# Похаска
Похаска (англ. Pawhuska; осейдж: 𐓄𐓘𐓢𐓶𐓮𐓤) — город и административный центр округа Осейдж, штат Оклахома, США. По данным переписи 2020 года население города составило 2984 человека. Он был назван в честь вождя племени осейджей XIX века, По-Хиу-Ска, что в переводе означает «Белые волосы». С 1872 года в Похаске находится офис племени осейджей, открытый еще когда резервация была создана на Индейской территории.

## Города-побратимы
Похаска имеет отношения со следующими городами-побратимами:
- Монтобан, Франция[6]